# Fenni

Mapa del Imperio romano y Europa bárbara en el año 125. El mapa muestra dos posibles ubicaciones de los fenni, basadas en lecturas posibles de Tacitus (Livonia) y de Ptolomeo (río Vístula superior). Otro lugar determinado por Ptolomeo, en el norte de Escandinavia, no se muestra ya que el mapa no recoge esa región.

Los fenni o fenos fueron un  antiguo pueblo del noreste de Europa  mencionados ampliamente por primera vez por Tácito en su libro De origine et situ Germanorum en el 98 d. C.

## Menciones antiguas
Los fenni son mencionados por primera vez por Tácito en el 98 d. C. su localización exacta es incierta, debido a la vaguedad de la descripción de Tácito:

ellos (los venedi) irrumpían en sus expediciones predatorias todos los espacios boscosos y montañosos entre los peucini y los fenni.

El geógrafo grecorromano Claudio Ptolomeo, que en su Geographia (ca. 150 d. C.), menciona un pueblo llamado phinnoi, que se considera podría referirse también a los fenni. Ptolomeo los sitúa en dos áreas diferentes: un grupo septentrional en el norte de Scandia (Escandinavia), que por el entonces se pensaba que era una isla; y un grupo meridional, que precía ocupar las tierras al este de los alto río Vístula, en el sureste de Polonia No está clara si los dos grupos estaban relacionados, aun a pesar de que se les da el mismo nombre.
La siguiente mención antigua de los fenn/finni se hace en el libro Getica escrito en el siglo VI d. C. por el cronista Jordanes. En su descripción de la isla a de Scandza (Escandinavia), menciona tres grupos con nombres similares al término de Ptolomeo phinnoi, los screrefennae, los finnaithae y los mitissimi finni ("los fineses más suaves"). Los screrefennae se cree que podría referirse a los "fineses que esquían" y se idientifican generalmente con los phinnoi septentrionales de Ptolomeo y los actuales saami, ya que existe evidencia de que los saami usan esquíes desde el 2000 a. C. en adelante. Los finnaithae han sido identificados con los finnveden de Suecia central. Sigue sin estar claro a quienes podrían haber sido los finni mitissimi.

## Afiliación etnolingüístico
Tácito no estaba seguro de si clasificar a los fenni como germanos o sármatas La vaguedad de su relato ha dejado la identificación de dicho pueblo abierta a una gran variedad de posibilidades. Se ha sugerido, por ejemplo, que los romanos usaron el término fenni como un nombre genérico, para denotar a varios grupos no germánicos ( i.e. grupos baltoeslavos y finoúgrios del NE de Europa). Contra este argumento está el hecho de que Tácito distingue a los fenni de otros pueblos de la región, probablemente no-germánicos como los aestii y los venedi.

### Antiguas
- Jordanes Getica (ca. 550 AD)
- Ptolemeo Geographia (ca. 150 AD)
- Tácito Germania (ca. 100 AD)

### Modernas
- Anderson, J.G.D. (1958) Textual note to Tacitus' Germania
- Bosi, Roberto (1960): The Lapps
- Hansen, L.I. & Olsen, B. (2004): Samenes Historie fram til 1750
- Kinsten, Silje Bergum (2000): "The Northern Sami People" (The Norway Post, 19 August 2000)
- Pirinen, Kauko The settlement of Finland begins in Eino Jutikkala (ed.) A History of Finland (trans. Paul Sjoblom)
- Tägil, Sven (1995): Ethnicity and nation building in the Nordic world, ISBN 1-85065-239-2

- Datos: Q448121
- Multimedia: Fenni / Q448121